# Agathonas Iakovidis
Agathonas Iakovidis (Grieks: Αγάθονας Ιακωβίδης) (Evangelismos, 2 januari 1955 - Thessaloniki, 5 augustus 2020) was een Grieks zanger.

## Biografie
Agathonas Iakovidis werd in 1955 geboren vlak bij Thessaloniki. Zijn ouders waren vluchtelingen uit Klein-Azië. In 1973 start hij zijn muzikale carrière. In 1977 richt hij samen met Thanasis Tsakmakas, Lazaros Koutalidis en Lazaros Charitidis het Rebetiko Singrotima Thessalonikis op waarmee hij twee albums opneemt. In 1981 verhuist hij naar Athene waar hij veel samenwerkt met verschillende bands zoals de Athenaiki Kompania. Agathonas wordt bekend als rembetis en baglamaspeler, niet alleen in eigen land maar ook in de rest van Europa en de Verenigde Staten. Hij speelt voornamelijk rembetika. In 2013 nam hij samen met Koza Mostra deel aan de Griekse nationale voorronde voor het Eurovisiesongfestival met het nummer Alcohol is free. Hiermee wisten ze door te dringen tot de finale van Eurovisiesongfestival 2013 in het Zweedse Malmö en op de zesde plaats te eindigen.

## Discografie

### Hitnoteringen
| Single met eventuele hitnotering(en) in de Nederlandse Top 40 | Datum van verschijnen | Datum van binnenkomst | Hoogste positie | Aantal weken | Opmerkingen                                   |
| ------------------------------------------------------------- | --------------------- | --------------------- | --------------- | ------------ | --------------------------------------------- |
| Alcohol is free                                               | 2013                  | -                     |                 |              | met Koza Mostra / Nr. 95 in de Single Top 100 |

### Overige singles
- Ρεμπέτικο Συγκρότημα Θεσσαλονίκης (1982), Pan-Vox
- Ρεμπέτικο Συγκρότημα Θεσσαλονίκης Νο 2 (1983), Pan Vox
- Κάθε βραδάκι μια φωτιά (1985), Pan Vox
- Με στόχο την καρδούλα σου: νέα ρεμπέτικα με τον Αγάθωνα και την Κατερίνα Ξηρού / Βασίλης Νούσιας (1989), D.P.I. ATHENEUM ΕΠΕ
- Τα μπελεντέρια: σπάνια ρεμπέτικα σε νέα ηχογράφηση (1994), EROS
- Του τεκέ και της ταβέρνας (1996), EROS
- Αγάθωνας: την είδα απόψε λαϊκά / συμμετέχει η Γλυκερία (1998), EROS
- Ρεμπέτικα ντουέτα: Γκολές-Αγάθωνας, 18 σπάνια ρεμπέτικα (1999), EROS
- Κώστας Σκαρβέλης: από την Πόλη στον Πειραιά (2000), EROS
- Τα ρεμπέτικα της εργατιάς: Αγάθωνας-Γκολές (2001), EROS
- Δημώδη Άσματα (2002), EROS
- Alcohol Is Free, Single με τους Koza Mostra (2013), Platinum Records.

1974: Marinella · 
1976: Mariza Koch · 
1977: Pascalis, Marianna, Robert & Bessy · 
1978: Tania Tsanaklidou · 
1979: Elpida · 
1980: Anna Vissi & Epikouri · 
1981: Yiannis Dimitras · 
1983: Kristi Stassinopoulou · 
1985: Takis Biniaris · 
1987: Bang · 
1988: Afroditi Frida · 
1989: Mariana Efstratiou · 
1990: Christos Callow & Wave · 
1991: Sophia Vossou · 
1992: Cleopatra · 
1993: Katerina Garbi · 
1994: Kostas Bigalis & The Sea Lovers · 
1995: Elina Konstantopoulou · 
1996: Mariana Efstratiou · 
1997: Marianna Zorba · 
1998: Thalassa · 
2001: Antique · 
2002: Michalis Rakintzis · 
2003: Mando · 
2004: Sakis Rouvas · 
2005: Elena Paparizou · 
2006: Anna Vissi · 
2007: Sarbel · 
2008: Kalomira · 
2009: Sakis Rouvas · 
2010: Giorgos Alkaios & Friends · 
2011: Loukas Giorkas feat. Stereo Mike · 
2012: Eleftheria Eleftheriou · 
2013: Koza Mostra feat. Agathonas Iakovidis · 
2014: Freaky Fortune feat. RiskyKidd · 
2015: Maria Elena Kiriakou · 
2016: Argo · 
2017: Demy · 
2018: Gianna Terzi · 
2019: Katerine Duska · 
2021: Stefania · 
2022: Amanda Tenfjord · 
2023: Victor Vernicos · 
2024: Marina Satti · 
2025: Klavdia
- Bibliothèque nationale de France: cb139738564 (data)
- Gemeinsame Normdatei: 1215236980
- International Standard Name Identifier: 0000 0000 0307 8672
- MusicBrainz: 6c28a1b0-3f83-4ec6-b1a3-c533bf9c5aa2
- Virtual International Authority File: 24795151
- WorldCat: E39PBJghktR9RQfKjCQtH7cHG3